# Tomáš Hubočan
Tomáš Hubočan (Žilina, 17 de septiembre de 1985) es un exfutbolista eslovaco que jugaba de defensa.

## Biografía
Hubočan, nació en Eslovaquia (antigua República Socialista de Checoslovaquia). Juega de defensa central. 
Empezó su carrera futbolística en las categorías inferiores de un equipo de su país natal, el MŠK Žilina. En 2004 pasó a formar parte de la primera plantilla del club. Ese mismo año quedó subcampeón del campeonato liguero.
A principios de 2006 se marchó en calidad de cedido al FC ViOn Zlaté Moravce hasta final de temporada.
Después de su cesión regresó en junio al MŠK Žilina. Con este equipo conquistó el título de Liga esa temporada. En la siguiente el equipo queda segundo en la clasificación.
El 11 de febrero de 2008 firmó un contrato por tres años con el Zenit de San Petersburgo ruso, que tuvo que realizar un desembolso económico de 3,8 millones de euros para poder hacerse con sus servicios.
Ese mismo año el Zenit se proclamó campeón de la Copa de la UEFA tras ganar por dos goles a cero al Glasgow Rangers en la final.
En verano Hubočan conquistó otro título con su club, la Supercopa de Europa, donde su equipo se impuso al Manchester United F.C. por dos goles a uno.
Hubočan debutó en la Liga de Campeones el 30 de septiembre de 2008 en el partido Zenit de San Petersburgo 1-2 Real Madrid. Su debut no fue bueno, ya que Tomáš Hubočan marcó en propia puerta a los tres minutos de juego. Ese gol fue decisivo en la derrota de su equipo.

## Selección nacional
Fue internacional con la selección de fútbol de Eslovaquia en 73 ocasiones. Su debut como internacional se produjo el 10 de diciembre de 2006 en un partido contra Emiratos Árabes Unidos (1-2).

## Clubes
| Club                     | País       | Año       |
| ------------------------ | ---------- | --------- |
| M. Š. K. Žilina          | Eslovaquia | 2004-2006 |
| FC ViOn Zlaté Moravce    | Eslovaquia | 2006      |
| M. Š. K. Žilina          | Eslovaquia | 2006-2008 |
| Zenit de San Petersburgo | Rusia      | 2008-2014 |
| F. C. Dinamo de Moscú    | Rusia      | 2014-2016 |
| Olympique de Marsella    | Francia    | 2016-2017 |
| Trabzonspor              | Turquía    | 2017-2018 |
| Olympique de Marsella    | Francia    | 2018-2019 |
| A. C. Omonia Nicosia     | Chipre     | 2019-2022 |
| Karmiotissa Polemidion   | Chipre     | 2022-2023 |
| M. Š. K. Žilina          | Eslovaquia | 2023-2025 |

## Palmarés

### Títulos nacionales
| Título                     | Club                     | País       | Año  |
| -------------------------- | ------------------------ | ---------- | ---- |
| Liga de Eslovaquia         | M. Š. K. Žilina          | Eslovaquia | 2007 |
| Supercopa de Rusia         | Zenit de San Petersburgo | Rusia      | 2008 |
| Copa de Rusia              | Zenit de San Petersburgo | Rusia      | 2010 |
| Liga Premier de Rusia      | Zenit de San Petersburgo | Rusia      | 2010 |
| Supercopa de Rusia         | Zenit de San Petersburgo | Rusia      | 2011 |
| Liga Premier de Rusia      | Zenit de San Petersburgo | Rusia      | 2012 |
| Primera División de Chipre | A. C. Omonia Nicosia     | Chipre     | 2021 |
| Supercopa de Chipre        | A. C. Omonia Nicosia     | Chipre     | 2021 |
| Copa de Chipre             | A. C. Omonia Nicosia     | Chipre     | 2022 |

### Títulos internacionales
| Título              | Club                     | Sede       | Año  |
| ------------------- | ------------------------ | ---------- | ---- |
| Copa de la UEFA     | Zenit de San Petersburgo | Mánchester | 2008 |
| Supercopa de Europa | Zenit de San Petersburgo | Mónaco     | 2008 |